# Um Momento, uma Vida
Bobby Deerfield (Brasil/Portugal: Um Momento, Uma Vida ) é um filme estadunidense do gênero drama e romance de 1977, realizado por Sydney Pollack, e estrelado por Al Pacino, com roteiro de Alvin Sargent.

## Sinopse
Bobby Deerfield (Al Pacino) é um famoso corredor de carro que participa do circuito europeu, quando apaixona-se perdidamente por uma bela e enigmática garota chamada Lillian Morelli (Marthe Keller). O drama começa no momento em que ele descobre que a jovem sofre de uma doença terminal.

## Elenco
- Al Pacino... Bobby
- Marthe Keller... Lillian
- Anny Duperey... Lydia
- Walter McGinn... o Irmão
- Romolo Valli... o tio Luigi
- Stephan Meldegg... Karl Holtzmann